# Castelceriolo
Castelceriolo è una frazione del comune di Alessandria, situato ad est del territorio comunale sulla riva destra della Bormida e confina con i territori di Lobbi, San Giuliano Nuovo e Spinetta Marengo anch'essi frazioni di Alessandria. Il borgo sorge ad un'altitudine di 93 metri s.l.m. sul declino della Fraschetta verso il Po ad una distanza di circa 8 km dalla città di Alessandria. Castelceriolo comprende il centro del paese raggruppato intorno alla chiesa parrocchiale dedicata a San Giorgio, la frazione di Cascinali Foco ed alcune cascine limitrofe. Le strade principali sono: via Ollearo, via Desaix, via Sale, via Buffalora, via San Giuliano Nuovo. Il paese consta di due piazze: piazza delle Scuole, piazzetta San Rocco e le abitazioni sono in genere a due piani, adiacenti fra loro con muri in prevalenza ancora composti di terra, ossia le case di terra.

## Storia

### Origini
L'agglomerato della borgata di Castelceriolo ha origini antichissime, come stanno a dimostrare alcune scarse rovine romane e gli abbondanti giacimenti di anfore vinarie dell'epoca romana venute alla luce nel passato. Ad un'antichità più remota appartengono gli strumenti e le rudimentali armi in selce levigata trovati nel sottosuolo: essi testimoniano che già in tempi preistorici in questa terra c'era un insediamento umano.
Quando l'agglomerato di capanne prese l'aspetto deﬁnitivo di paese, fu protetto dal castello ediﬁcato nel XII secolo.

### Secolo XV
Nel 1468, la ricca famiglia Ghilini ebbero dal Duca di Milano il feudo di Castelceriolo. Giuliano I Ghilini († 1474) e il fratello Giovanni II († 1483), furono i primi Signori di Castelceriolo prendendo domicilio nel castello, possente ma degradato. Il 27 marzo 1480, con atto notarile rogato dal notaio Tebaldo Brosi di Asti, Margherita Birago - moglie di Giuliano I, disereda il figlio Francesco († 1511) per la divisione dei beni di Castelceriolo, ed il 13 dicembre di quello stesso anno Margherita e suo figlio Andrea († 1517), fratello di Francesco diseredato, vendettero per 1500 ducati d'oro a Gerolamo Guasco la loro parte - ossia la quarta parte - dei beni di Castelceriolo (ad esclusione del castello), Pietra Marazzi e Montecastello. Il figlio di Giuliano I, Francesco, restaurò il castello destinandogli la configurazione di fortezza con torre e torrette, circondata da un profondo fossato allagabile sormontato dal ponte levatoio.

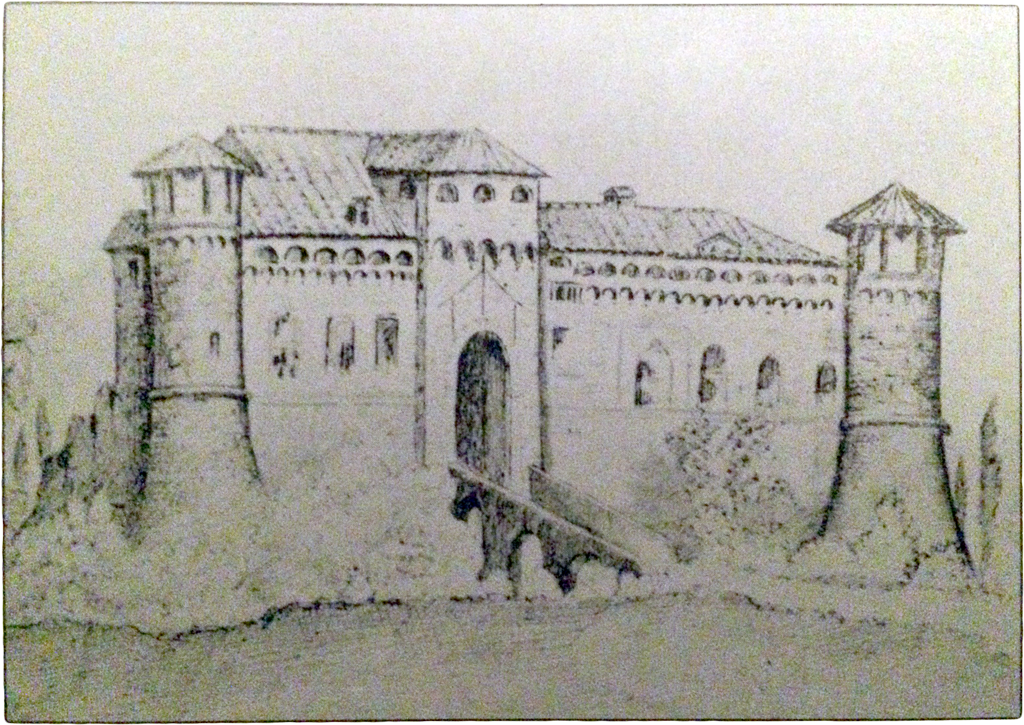
Disegno del Castello di Castelceriolo al tempo di Giuliano II Ghilini (XVI secolo)

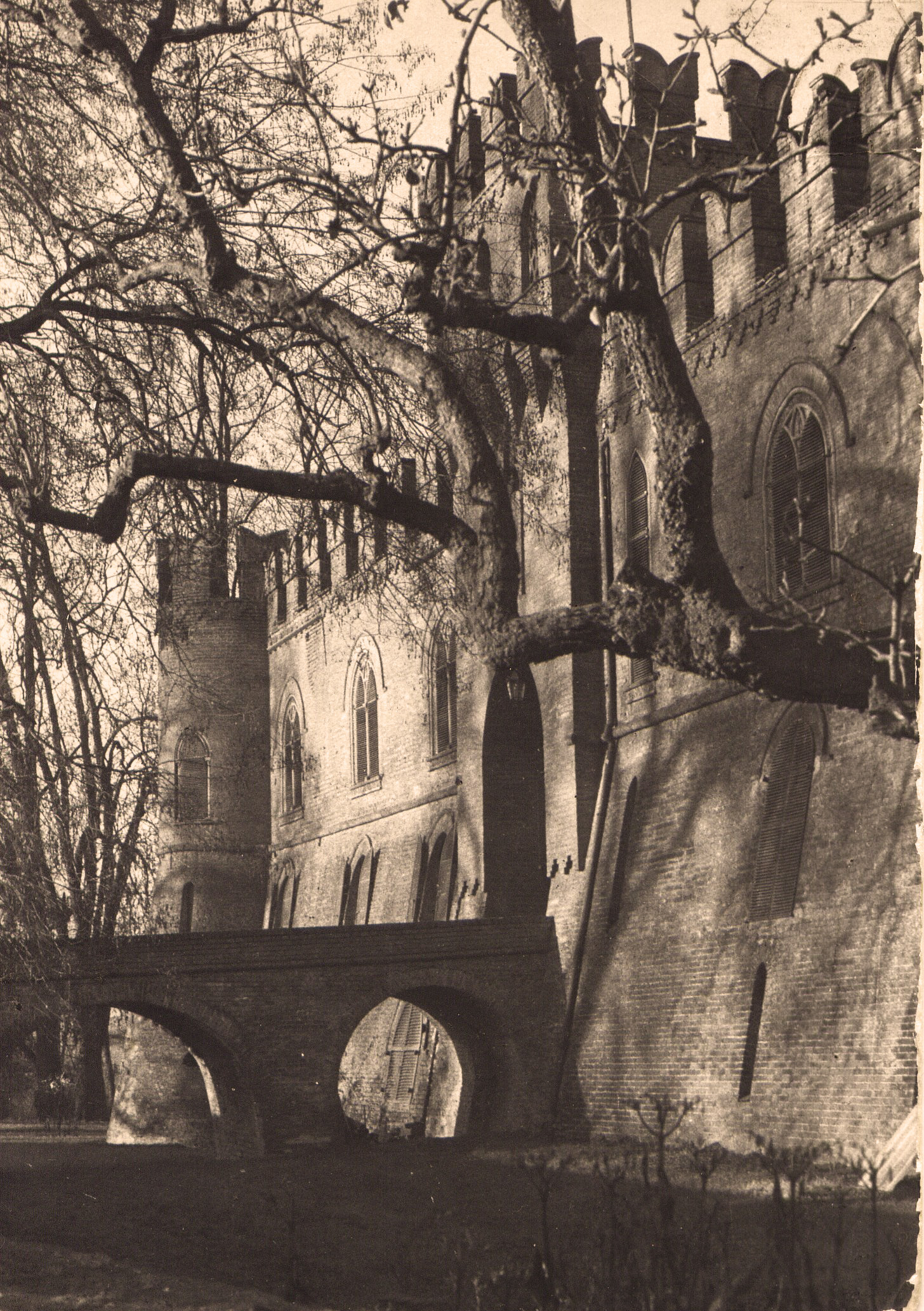
Vista del Castello

### Secolo XVI
Il 15 agosto 1527 il francese Odet de Foix, conte di Lautrec, diede ordine ai capitani alessandrini Giorgio e Luigi Baratta di impadronirsi del castello e del paese. Giuliano II Ghilini († 1531), signore di Castelceriolo e capitano di lance sotto Carlo V, aumentò in fretta le difese e, nonostante De Foix si fosse impadronito già di Alessandria, non poté prendere Castelceriolo. Vi fu un altro episodio qualche decennio più tardi, nel 1555, quando gli armati del duca di Alba, al soldo della Spagna, danneggiarono furiosamente Castelceriolo, tagliando i ﬁtti boschi e saccheggiando i casolari.
Con la morte di Giuliano III Ghilini, avvenuta nel 1562, si spense un ramo dei signori di Castelceriolo e suo zio Manfredo II († 1577) ottiene l'intera giurisdizione di Castelceriolo. Sotto Manfredo II, il ducale magistrato delle entrate di Milano rinuncia, nel 1581, ad ogni diritto di regalie su Castelceriolo in quanto feudo antico della famiglia Ghilini.

### Secolo XVII
Vi furono altri due momenti difficili per Castelceriolo. Il primo nel giugno del 1625 quando le truppe tedesche presero stanza a Castelceriolo usando prepotenza sulle persone e sugli averi; il secondo, nel luglio 1657, i cavalleggeri ed i moschettieri di Spagna e di Alessandria calarono nelle campagne castelceriolesi per far man bassa dei raccolti, appiccando poi incendi che danneggiarono i campi, le case e lo stesso castello.

### Secolo XVIII
Nel 1722, con il passaggio di Alessandria a casa Savoia dopo il trattato di Utrecht, i Ghilini perdettero il feudo che fu incamerato. Restarono alla famiglia alcune privative poi definitivamente riscattate dal governo nel 1824. Il 5 gennaio 1745, per volontà del re di Sardegna Carlo Emanuele III di Savoia, il feudo fu dato al nobile uditore tortonese Antonio Zenone, in titolo di Comitale.

### Secolo XIX
L'area sulla quale sorge il paese è stata una dei teatri di una delle più importanti battaglie verso la fine della storia moderna combattuta tra gli austriaci e i francesi. Durante la battaglia di Marengo, avvenuta il 14 giugno 1800, Castelceriolo fu attraversato da truppe austriache dirette verso Sale e da divisioni francesi dirette a San Giuliano Nuovo. Nel giugno di cinque anni più tardi Giuseppina di Beauharnais volle assistere alla rievocazione storica della Battaglia di Marengo: il palco imperiale fu allestito nella zona che da allora fu chiamata Regione Trono.
Con la morte di Cristoforo II Ghilini nel 1810 si estingue il ramo dei Signori di Castelceriolo. Il 2 maggio 1791 Daria Delfina Ghilini, figlia di Manfredo III ultima del ramo dei signori di Castelceriolo, ed erede dei possedimenti di Castelceriolo, sposa Carlo Gabriele Balbo Bertone, conte di Sambuy, fu così che questo ramo dei Ghilni confluì in quello dei Balbo Bertone.
In seguito il castello spettò, nelle divisioni testamentarie, all'ultimogenito di Daria Delfina - Manfredo - che lasciata la carriera diplomatica nel 1851, iniziò l'opera di restauro del castello - per due terzi distrutto - e riedificò la chiesetta che già esisteva in antico al suo interno.
Il 28 settembre 1885 è da notificare un grave incendio che distrusse il paese e gettò in grande difficoltà circa settecento persone. Fu allestito un carro di beneficenza che girava per Alessandria a raccogliere quanto la gente fosse stata in grado di donare per il vicino paese; il soccorso fu generoso.
Laura Balbo Bertone contessa di Sambuy, figlia di Manfredo, sposa il 10 maggio 1870 il conte Gaetano Galli della Loggia i quali terminarono le opere di restauro del castello, che in seguito passò alla casa dei conti Calvi di Bergolo.

### Secolo XX
Castelceriolo ha dato il suo tributo di caduti nelle due guerre mondiali: ad essi è dedicato il monumento di piazza San Rocco.

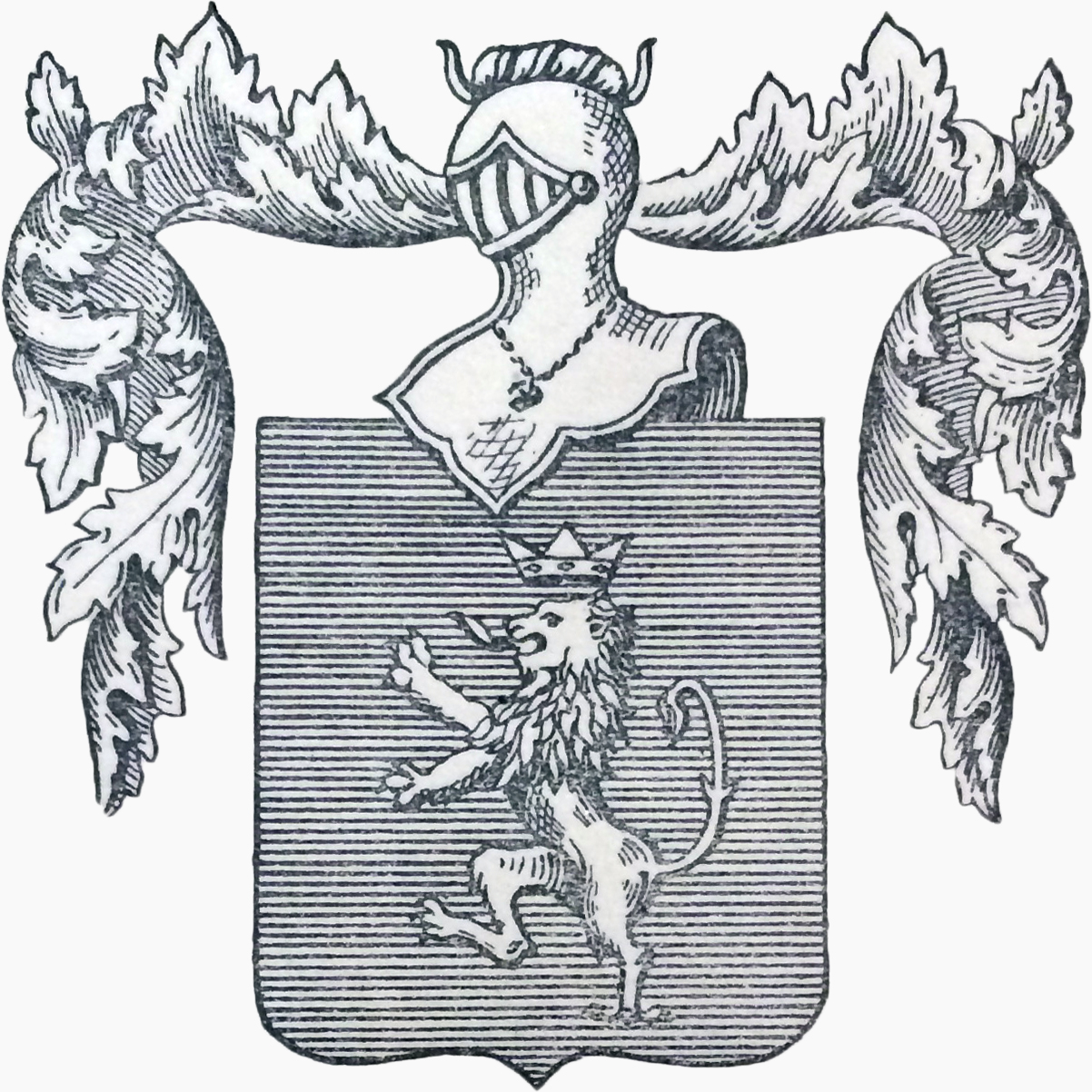
Stemma Ghilini, signori di Castelceriolo

## Linea di successione dei Signori di Castelceriolo
Nel 1468 i fratelli Giuliano e Giovanni Ghilini, figli di Cristoforo e Lucrezia de' Terenzi, entrarono in possesso del feudo di Castelceriolo.
| | | |                                                                                     | | |                                                                              |                                                                              |
| | | · Signori di Marengo e Sezzè · Cristoforo I · *? †1439 · ⚭ Lucrezia de' Terenzi di Pisauro · *? †? |                                                                                     | | |                                                                              |                                                                              |
| | | |                                                                                     | | |                                                                              |                                                                              |
| | | |                                                                                     | | |                                                                              |                                                                              |
| Giuliano I Cosignore di Castelceriolo test. 1474 ⚭ Margherita Birago *? †?                                           | Giuliano I Cosignore di Castelceriolo test. 1474 ⚭ Margherita Birago *? †?                                           | |                                                                                     | Giovanni II Cosignore di Castelceriolo *? †1483 ⚭ Maria Scarampi *? †? | Giovanni II Cosignore di Castelceriolo *? †1483 ⚭ Maria Scarampi *? †?                                         |                                                                              |                                                                              |
| | | |                                                                                     | | |                                                                              |                                                                              |
| | | |                                                                                     | | |                                                                              |                                                                              |
| Francesco Cosignore di Castelceriolo *? †1511 ⚭ (I) Apollonia Meda viv. 16.XII.1474 ⚭ (II) Clara N. test. 20.II.1523 | Francesco Cosignore di Castelceriolo *? †1511 ⚭ (I) Apollonia Meda viv. 16.XII.1474 ⚭ (II) Clara N. test. 20.II.1523 | |                                                                                     | Manfredo I Cosignore di Castelceriolo *? †1479 ⚭ Elisabetta Lupi *? †1474 | Manfredo I Cosignore di Castelceriolo *? †1479 ⚭ Elisabetta Lupi *? †1474                                      |                                                                              |                                                                              |
| | | |                                                                                     | | |                                                                              |                                                                              |
| | | |                                                                                     | | |                                                                              |                                                                              |
| (I) Giuliano II Cosignore di Castelceriolo *? †1531 ⚭ (I) Margherita Panizzone viv. 1505 ⚭ (II) Silvia Crotti *? †?  | (I) Giuliano II Cosignore di Castelceriolo *? †1531 ⚭ (I) Margherita Panizzone viv. 1505 ⚭ (II) Silvia Crotti *? †?  | Giovanni Bartolomeo Cosignore di Castelceriolo *1466 †1508 ⚭ Tarsia Dal Pozzo *? †?                | Giovanni Bartolomeo Cosignore di Castelceriolo *1466 †1508 ⚭ Tarsia Dal Pozzo *? †? | Giovanni Antonio I Cosignore di Castelceriolo test. 15.IX.1527 ⚭ Lucia Bottigella *? †? | Giovanni Antonio I Cosignore di Castelceriolo test. 15.IX.1527 ⚭ Lucia Bottigella *? †?                        | Giovanni Giacomo Cosignore di Castelceriolo *? †1529 ⚭ Maria Guasco fl. 1502 | Giovanni Giacomo Cosignore di Castelceriolo *? †1529 ⚭ Maria Guasco fl. 1502 |
| | | |                                                                                     | | |                                                                              |                                                                              |
| | | |                                                                                     | | |                                                                              |                                                                              |
| Giovanni Alberto test. 1539 ⚭ Barbara Nicoletta Doria *? †?                                                          | Giovanni Alberto test. 1539 ⚭ Barbara Nicoletta Doria *? †?                                                          | |                                                                                     | Manfredo II Cosignore di Castelceriolo Signore di Castelceriolo test. 1577 †post 1562 ⚭ Barbara Beccaria *? †? | Manfredo II Cosignore di Castelceriolo Signore di Castelceriolo test. 1577 †post 1562 ⚭ Barbara Beccaria *? †? |                                                                              |                                                                              |
| | | |                                                                                     | | |                                                                              |                                                                              |
| | | |                                                                                     | | |                                                                              |                                                                              |
| Giuliano III Cosignore di Castelceriolo *? †1562                                                                     | Giuliano III Cosignore di Castelceriolo *? †1562                                                                     | |                                                                                     | Giovanni Antonio II Signore di Castelceriolo *1558 †1616 ⚭ Terenzia Stortiglione *? †? | Giovanni Antonio II Signore di Castelceriolo *1558 †1616 ⚭ Terenzia Stortiglione *? †?                         |                                                                              |                                                                              |
| | | |                                                                                     | | |                                                                              |                                                                              |
| | | |                                                                                     | | |                                                                              |                                                                              |
| † | † | |                                                                                     | Francesco Gerolamo I Signore di Castelceriolo *1599 †1656 ⚭ Eleonora Firuffini *? †? | Francesco Gerolamo I Signore di Castelceriolo *1599 †1656 ⚭ Eleonora Firuffini *? †?                           |                                                                              |                                                                              |
| | | |                                                                                     | | |                                                                              |                                                                              |
| | | |                                                                                     | | |                                                                              |                                                                              |
| | | |                                                                                     | Giovanni Tommaso I Signore di Castelceriolo *1634 †1681 ⚭ Laura Boidi Trotti Ardizzone fl. 1658–1676 | |                                                                              |                                                                              |
| | | |                                                                                     | | |                                                                              |                                                                              |
| | | |                                                                                     | | |                                                                              |                                                                              |
| | | |                                                                                     | Francesco Gerolamo II Signore di Castelceriolo *1659 †1723 ⚭ Angelica Mussa *1670 †1741 | |                                                                              |                                                                              |
| | | |                                                                                     | | |                                                                              |                                                                              |
| | | |                                                                                     | | |                                                                              |                                                                              |
| | | |                                                                                     | † Nel 1722 il feudo di Castelceriolo fu incamerato, restando alla famiglia soltanto alcune privative che furono riscattate poi dal Governo nel 1824. Successivamente il feudo fu assegnato, il 5 gennaio 1745, ad Antonio Zenone, mastro uditore di Tortona, con il titolo di conte. | |                                                                              |                                                                              |

## Toponimo
Difficile stabilire l'origine del nome; lo storico Girolamo Ghilini lo attribuisce alla venerazione per la Madonna chiamata dal popolo Santa Maria Ceriola, la cui immagine era custodita nella cappella del castello. Lo storiografo Giuseppe Antonio Chenna sostiene che il luogo fosse denominato Castrociliorio o Castrociriolio mentre Mons. Carlo Torriani sostiene che il nome derivi dalle successive trascrizioni fatte dagli amanuensi, cattivi lettori di scritti poco decifrabili.

## Monumenti e luoghi d'interesse

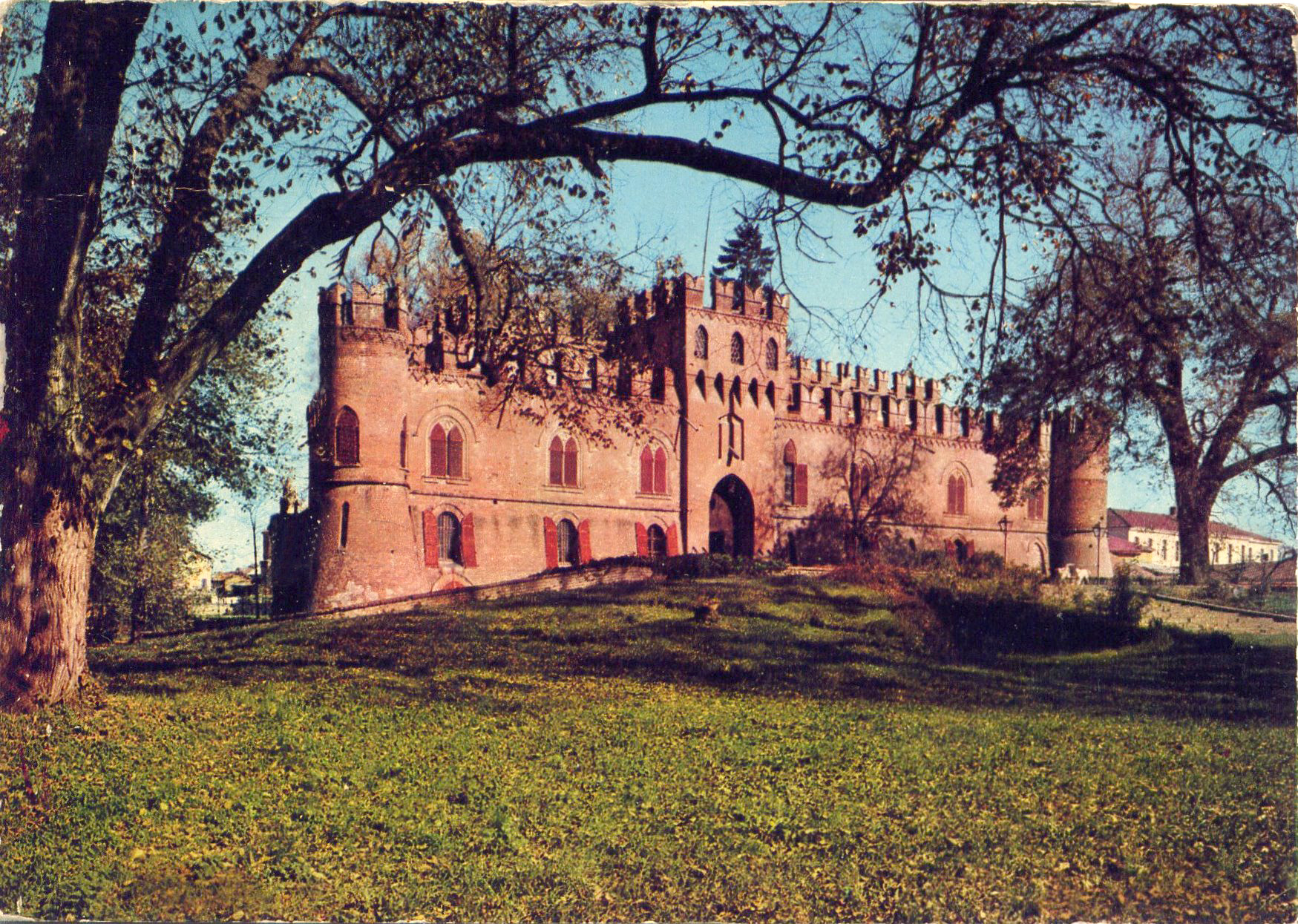
Vista del Castello

### Architetture religiose
- Chiesa di San Giorgio. La chiesa parrocchiale. La chiesa è stata decorata ed affrescata dal pittore Rodolfo Gambini.
- Chiesa di San Rocco. È la sede della veneranda Confraternita di San Rocco di Castelceriolo.

### Architetture militari
- Il Castello. Edificato nel secolo XII, subì nei secoli distruzioni e ricostruzioni, e venne restaurato nella forma attuale dal conte Gaetano Galli della Loggia, che seguendo antichi documenti rinforzò la facciata e le torri che coronò con nuove merlature ghibelline. Ripristinò i bastioni e l'antico fossato riportando la poderosa costruzione al suo antico splendore. Riveste tuttora, con la sua mole imponente e scenografica, notevole valore storico ed artistico.

## Cultura

### Eventi
- Festa Patronale di San Giorgio - 23 aprile (la festa è anticipata o posticipata alla domenica più prossima)
- Festa Patronale di San Rocco - 16 agosto (la festa è generalmente posticipata alla domenica seguente)

## Infrastrutture e trasporti
Tra il 1880 e il 1933 Castelceriolo fu servito dalla tranvia Alessandria-Sale.